# Detlef Wehnert
Detlef Wehnert (* 21. August 1943 in Radebeul) ist ein deutscher Politiker (PDS). Er war von 1990 bis 1999 Abgeordneter im Sächsischen Landtag.

## Leben
Wehnert besuchte bis 1957 die Grundschule und machte danach bis 1959 eine Lehre als Landwirt. Bis 1964 besuchte er danach die Volkshochschule und wurde Mitarbeiter im Landwirtschaftsrat Dresden. Bis 1971 absolvierte er danach ein Studium zum Agraringenieurökonom und 1980 wurde er Fachökonom. Im Jahr 1986 wurde er an der Humboldt-Universität Berlin Diplom-Agraringenieur. Danach war er bis 1988 Abteilungsleiter für Landwirtschaft beim Rat des Kreises Dresden. 

## Politik
Wehnert trat 1967 in die SED ein. Von Oktober 1990 bis 1999 war er Abgeordneter im Sächsischen Landtag, wo er zunächst Parlamentarischer Geschäftsführer der Fraktion Linke Liste/PDS war. Im April 1995 trat er aus der PDS-Fraktion aus.